# Первомай (община)
Первомай (болг. Община Първомай) — община в Болгарии. Входит в состав Пловдивской области. Население составляет 31 811 человек (на 21.07.05 г.).

## Состав общины
В состав общины входят следующие населённые пункты:
1. Брягово
2. Буково
3. Бяла-Река
4. Виница
5. Воден
6. Градина
7. Добри-Дол
8. Драгойново
9. Дылбок-Извор
10. Езерово
11. Искра
12. Караджалово
13. Крушево
14. Поройна
15. Православен
16. Первомай
17. Татарево

1. ↑  НСИ Националният регистър на населените места (болг.)